# Muhammad Assad
Muhammad Assad Butt (ur. 22 stycznia 1991) – pakistański zapaśnik walczący w obu stylach. Zajął piąte miejsce na igrzyskach azjatyckich w 2014. Dwunasty w Mistrzostwach Azji w 2015. Dziewiąty na Igrzyskach Wspólnoty Narodów w 2018. Brązowy medalista Mistrzostw Wspólnoty Narodów w 2016. Wicemistrz Igrzysk Azji Południowej w 2016 roku.